# فرودگاه بین‌المللی دوحه
فرودگاه بین‌المللی دوحه (به انگلیسی: Doha International Airport) یک فرودگاه همگانی در شهر دوحه کشور قطر با بود که یک باند فرود آسفالت داشت و طول باند آن ۴۵۷۲ متر بود. از تاریخ ۲۷ می ۲۰۱۴ همهٔ پروازهای این فرودگاه به فرودگاه بین‌المللی حمد منتقل شده‌است.